# Tetsuya Harada
 (mai 2025).
Si vous disposez d'ouvrages ou d'articles de référence ou si vous connaissez des sites web de qualité traitant du thème abordé ici, merci de compléter l'article en donnant les références utiles à sa vérifiabilité et en les liant à la section « Notes et références ».
Tetsuya Harada (原田 哲也, Harada Tetsuya), né le 14 juin 1970 à Chiba, est un pilote de vitesse moto japonais.

## Biographie
Tetsuya Harada est surtout connu pour son titre de champion du monde 250 cm3 en 1993. En 1998, alors qu'il bataille à nouveau pour le titre de champion du monde dans la même catégorie lors du dernier grand-prix, et qu'il prend le large, il est percuté volontairement[réf. nécessaire] par son coéquipier Loris Capirossi qui s'empare ainsi du titre de champion.

## Palmarès
- 1 titre de champion du monde (1 en 250 cm3 en 1993).
- 2 places de vice-champion du monde en 1995 et en 2001 (en 250 cm3)
- 2 places de 3e en championnat du monde en 1997 et en 1998 (en 250 cm3)
- 145 départs.
- 17 victoires (17 en 250 cm3).
- 26 deuxièmes place.
- 12 troisièmes place.
- 21 pole positions (1 en 500 cm3 / 20 en 250 cm3).
- 55 podiums (2 en 500 cm3 / 53 en 250 cm3).
- 21 meilleurs tours en course.

### Victoires en 250 cm³: 17
| Année | Lieu du Grand Prix                    | Circuit                      | Ville                |
| ----- | ------------------------------------- | ---------------------------- | -------------------- |
| 1993  | Grand Prix moto d'Australie           | Eastern Creek Raceway        | Sydney               |
| 1993  | Grand Prix moto du Japon              | Circuit de Suzuka            | Suzuka               |
| 1993  | Grand Prix moto d'Espagne             | Circuit permanent de Jerez   | Jerez de la Frontera |
| 1993  | Grand Prix moto de la FIM             | Circuit permanent du Jarama  | Madrid               |
| 1995  | Grand Prix moto d'Espagne             | Circuit permanent de Jerez   | Jerez de la Frontera |
| 1996  | Grand Prix moto d'Indonésie           | Sentul International Circuit | Bogor                |
| 1997  | Grand Prix moto de France             | Circuit Paul-Ricard          | Le Castellet         |
| 1997  | Grand Prix moto des Pays-Bas          | TT Circuit Assen             | Assen                |
| 1997  | Grand Prix moto d'Allemagne           | Nürburgring                  | Nürburg              |
| 1998  | Grand Prix moto de Malaisie           | Circuit de Johor             | Johor                |
| 1998  | Grand Prix moto de France             | Circuit Paul-Ricard          | Le Castellet         |
| 1998  | Grand Prix moto de Madrid             | Circuit permanent du Jarama  | Madrid               |
| 1998  | Grand Prix moto d'Allemagne           | Sachsenring                  | Hohenstein-Ernstthal |
| 1998  | Grand Prix moto de République tchèque | Circuit de Masaryk           | Brno                 |
| 2001  | Grand Prix moto d'Italie              | Circuit du Mugello           | Mugello              |
| 2001  | Grand Prix moto de République tchèque | Circuit de Masaryk           | Brno                 |
| 2001  | Grand Prix moto du Pacifique          | Circuit de Motegi            | Motegi               |

## Résultats en Moto GP

### Statistiques par catégorie
| Catégorie | Année          | 1er GP   | 1er Podium | 1re Victoire | Courses | Victoires | Podiums | Pole | M.tours¹ | Points | Titres |
| --------- | -------------- | -------- | ---------- | ------------ | ------- | --------- | ------- | ---- | -------- | ------ | ------ |
| 250 cm3   | 1990-1998;2001 | JAP 1990 | AUS 1993   | AUS 1993     | 97      | 17        | 53      | 20   | 21       | 1357   | 1      |
| 500 cm3   | 1999-2000      | MAL 1999 | FRA 1999   |              | 32      | 0         | 2       | 1    | 0        | 142    | 0      |
| MotoGP    | 2002           | JAP 2002 |            |              | 16      | 0         | 0       | 0    | 0        | 47     | 0      |
| Total     | 1990-2002      |          |            |              | 145     | 17        | 55      | 21   | 21       | 1 546  | 1      |

### Résultats détaillés
(Les courses en gras indiquent une pole position; les courses en italiques indiquent un meilleur tour en course)
| 1990 | 250 cm3 | Yamaha  | JAP 7   | USA     | ESP     | NAT     | ALL     | AUT     | YOU     | P-B     | BEL     | FRA     | GBR     | SUE     | TCH     | HON     | AUS    |        | 27e | 9   |
| 1991 | 250 cm3 | Yamaha  | JAP 6   | USA     | AUS     | ESP     | ITA     | ALL     | AUT     | EUR     | P-B     | FRA     | GBR     | RSM     | TCH     | FRA     | MAL    |        | 24e | 10  |
| 1992 | 250 cm3 | Yamaha  | JAP Ab. | AUS     | MAL     | ESP     | ITA     | EUR     | ALL     | P-B     | USA     | FRA     | GBR     | BRA     | RSA     |         |        |        | NC  | 0   |
| 1993 | 250 cm3 | Yamaha  | AUS 1   | MAL 2   | JAP 1   | AUT 1   | ESP 6   | ALL 6   | P-B' 2  | EUR Ab. | RSM 3   | GBR Ab. | RTC 6   | ITA Ab. | USA 5   | FIM 1   |        |        | 1re | 197 |
| 1994 | 250 cm3 | Yamaha  | AUS -   | MAL -   | JAP 9   | ESP 7   | AUT Ab. | ALL 7   | P-B Ab. | ITA 2   | FRA 8   | GBR 4   | RTC Ab. | USA 3   | ARG 3   | EUR 5   |        |        | 7e  | 109 |
| 1995 | 250 cm3 | Yamaha  | AUS 2   | MAL 2   | JAP 4   | ESP 1   | ALL 2   | ITA 2   | P-B DNS | FRA 5   | GBR 2   | RTC 2   | BRE 5   | ARG 2   | EUR 2   |         |        |        | 2e  | 220 |
| 1996 | 250 cm3 | Yamaha  | MAL 2   | IND 1   | JPN Ab. | SPA 2   | ITA 6   | FRA 3   | NED 10  | GER Ab. | GBR DNS | AUT Ab. | CZE 9   | IMO Ab. | CAT -   | RIO -   | AUS -  |        | 8e  | 104 |
| 1997 | 250 cm3 | Aprilia | MAL 2   | JPN 3   | SPA 2   | ITA Ab. | AUT 18  | FRA 1   | NED 1   | IMO 5   | GER 1   | RIO 2   | GBR 2   | CZE 3   | CAT 4   | IND 4   | AUS 5  |        | 3e  | 235 |
| 1998 | 250 cm3 | Aprilia | JPN 4   | MAL 1   | SPA Ab. | ITA 3   | FRA 1   | MAD 1   | NED Ab. | GBR 2   | GER 1   | CZE 1   | IMO 10  | CAT 2   | AUS Ab. | ARG Ab. |        |        | 3e  | 200 |
| 1999 | 500 cm3 | Aprilia | MAL 13  | JPN Ab. | SPA Ab. | FRA 3   | ITA 4   | CAT 4   | NED 11  | GBR 3   | GER 7   | CZE 5   | IMO 13  | VAL 11  | AUS Ab. | RSA 15  | RIO 12 | ARG 11 | 10e | 104 |
| 2000 | 500 cm3 | Aprilia | RSA Ab. | MAL 12  | JPN Ab. | SPA 11  | FRA 10  | ITA Ab. | CAT 9   | NED 12  | GBR Ab. | GER Ab. | CZE 14  | POR 14  | VAL Ab. | RIO 13  | PAC 13 | AUS 14 | 16e | 38  |
| 2001 | 250 cm3 | Aprilia | JPN 2   | RSA 3   | SPA 2   | FRA 2   | ITA 1   | CAT 2   | NED 24  | GBR 18  | GER 3   | CZE 1   | POR 3   | VAL 2   | PAC 1   | AUS 2   | MAL 2  | RIO 6  | 2e  | 273 |
| 2002 | MotoGP  | Honda   | JPN 11  | RSA 12  | SPA 10  | FRA Ab. | ITA 10  | CAT 13  | NED 13  | GBR 11  | GER Ab. | CZE 15  | POR 10  | RIO 13  | PAC 15  | MAL Ab. | AUS 14 | VAL 14 | 17e | 47  |